# Sanctus Lino Wanok
Sanctus Lino Wanok (* 7. April 1957 in Atyak-Yamo) ist ein ugandischer Geistlicher und römisch-katholischer Bischof von Lira.

## Leben
Sanctus Lino Wanok empfing am 27. September 1986 die Priesterweihe. Er wurde am 23. Februar 1996 in den Klerus des Bistums Nebbi inkardiniert.
Papst Benedikt XVI. ernannte ihn am 8. Februar 2011 zum Bischof von Nebbi. Der Erzbischof von Gulu, John Baptist Odama, spendete ihm am 30. April desselben Jahres die Bischofsweihe; Mitkonsekratoren waren Martin Luluga, Altbischof von Nebbi, und Erzbischof Paul Tschang In-Nam, Apostolischer Nuntius in Uganda.
Papst Franziskus ernannte ihn am 23. November 2018 zum Bischof von Lira. Die Amtseinführung fand am 9. Februar des folgenden Jahres statt.